# Ne Zhdali
I Ne Zhdali sono una band estone di Tallinn formatasi nel 1987 e dedita ad un avant-punk-rock.

## Storia
Hanno registrato il loro primo album nel 1989, nei Paesi Bassi. Da allora hanno fatto molte tournée in Europa, Canada e Giappone.
Combinano stili punk, rock progressivo e jazz fusion, con sonorità simili a quelle del gruppo inglese Henry Cow.

## Discografia
- Rhinoceroses and other forms of life (1990)
- She-Ye-Ye (1991)
- Rhinoceroses and other forms of live (1993)
- Hey, driver, cool down the horses (1994)
- Whatever happens, Twist! (1995)
- Live Rarities Vol. 1 (1997)
- "Pollo d'oro" together with THE BILLY TIPTON MEMORIAL SAXOPHONE QUARTET (1998)
- Rhinoceroses and other forms of live (re-release) (1999)
- She-Ye-Ye (2001)